# Le Feu et l'Eau (Stargate)
Le Feu et l'Eau est le treizième épisode de la saison 1 de la série télévisée Stargate SG-1.

## Scénario
L'équipe SG-1 revient de la planète P3X-866 avec trois heures de retard. Daniel a été laissé pour mort là-bas et les trois survivants semblent en état de choc. Ils souhaitent que personne ne retourne sur la planète pour récupérer le corps. Il s'avère que Daniel a été enlevé par un extra-terrestre nommé Nem, qui a implanté de faux souvenirs à l'équipe. Nem, devant les connaissances archéologiques de Daniel, a en effet pensé que celui-ci est âgé de plus quatre millénaires comme lui. Il exige de savoir ce qui est arrivé à sa compagne Omoroca, disparue dans l'ancienne Babylone.
À la fin de l'épisode, Daniel se remémore d'anciens mythes étudiés dans sa jeunesse, permettant de répondre aux questions de Nem, et est autorisé à retourner sur Terre.

## Distribution
- Richard Dean Anderson : Jack O'Neill
- Amanda Tapping : Samantha Carter
- Christopher Judge : Teal'c
- Michael Shanks : Daniel Jackson
- Don S. Davis : George Hammond
- Gary Jones : Walter Harriman
- Teryl Rothery : Janet Fraiser
- Eric Schneider : Dr Mackenzie
- Gerard Plunkett : Nem